# 东刘集镇
东刘集镇，是中华人民共和国安徽省蚌埠市五河县下辖的一个乡镇级行政单位。

## 行政区划
东刘集镇下辖以下地区：
刘集村、小吴村、卢圩村、乔集村、小李村、西杨村、周庄村、武圩村、前梁村、楼张村、蔡圩村、大程村、姚韩村、三庄村、沱河村、蒋集村、张集村、张庄村、李庄村、王周村和夏集村。